# Institut national supérieur du professorat et de l'éducation
 (février 2022).

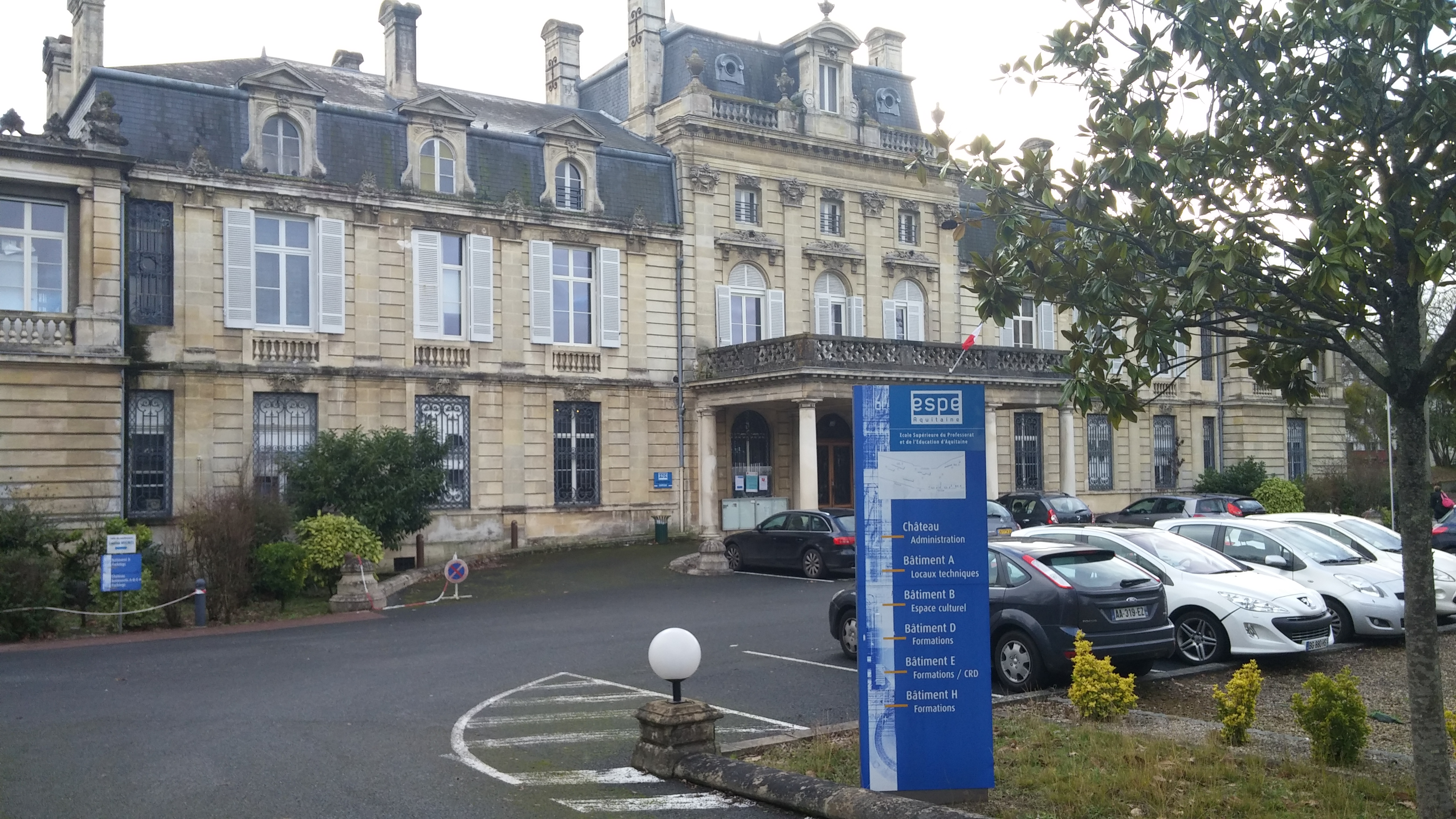
L'institut national supérieur du professorat et de l'éducation de Bordeaux.

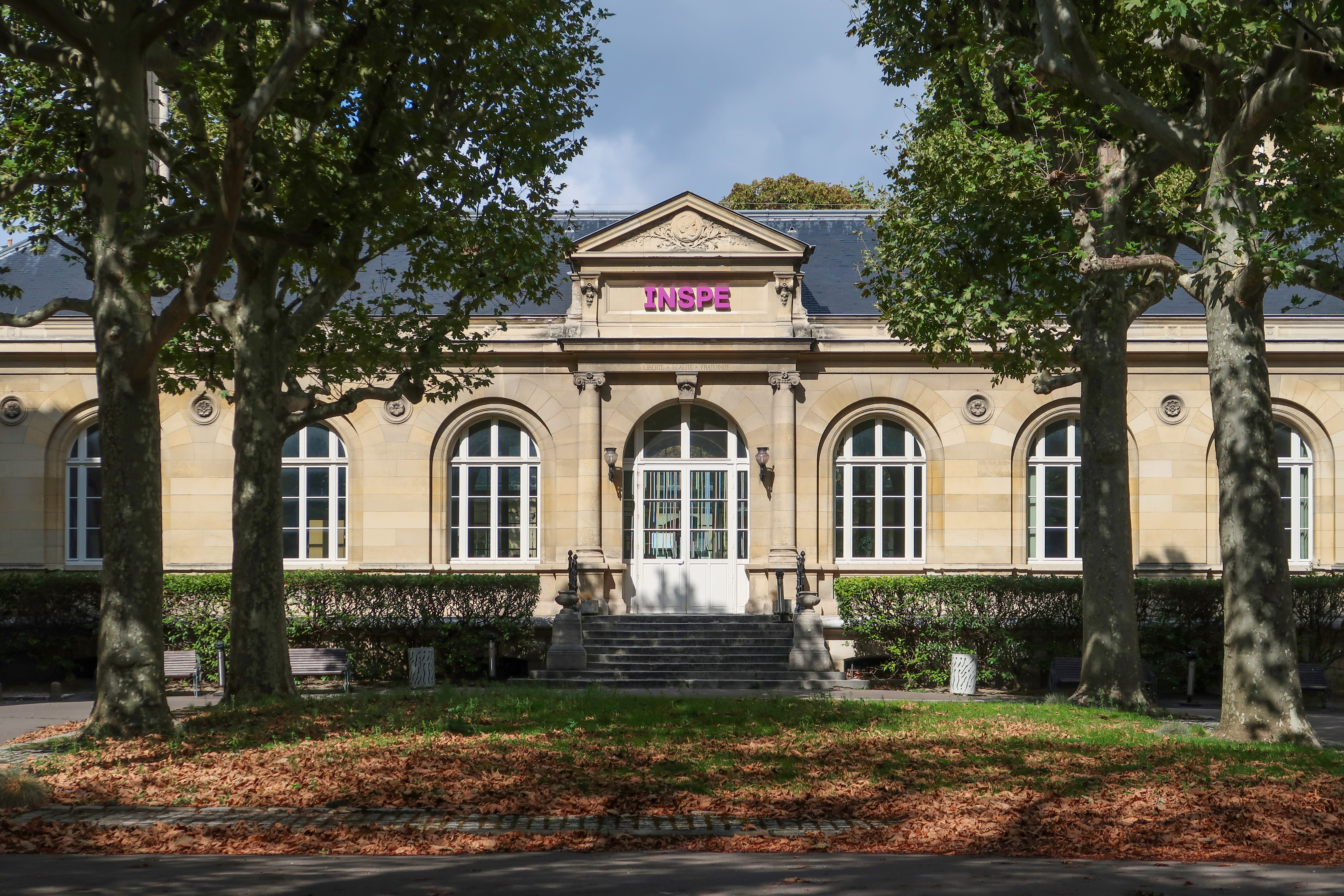
L'institut national supérieur du professorat et de l'éducation du 10 rue Molitor (Paris).

En France, un institut national supérieur du professorat et de l’éducation (Inspé), appelé école supérieure du professorat et de l'éducation entre 2013 et 2019, est une composante d’une université, qui met en œuvre la formation des enseignants du primaire et du secondaire et des conseillers principaux d'éducation. Les écoles supérieures du professorat et de l’éducation sont créées en 2013, succédant ainsi aux instituts universitaires de formation des maîtres (IUFM). En 2019, les ESPÉ changent de nom et sont rebaptisées les INSPÉ.
Les étudiants y sont classiquement admis après une licence (trois années d'études après le baccalauréat).
Les enseignements, à la fois professionnels et disciplinaires permettent l'obtention d'un diplôme national de master (niveau bac+5). En parallèle, les étudiants passent les concours de l’enseignement non plus lors de la première année mais, depuis 2022, lors de la deuxième année du master – pour l’enseignement public : le concours de recrutement de professeur des écoles (CRPE) ou le certificat d'aptitude au professorat de l'enseignement du second degré (CAPES), par exemple.
La formation continue des personnels de l’Éducation nationale fait également partie des missions qui incombent aux instituts nationaux supérieurs du professorat et de l'éducation.

## Historique

### 1990: IUFM
Les instituts universitaires de formation des maîtres (IUFM) sont créés en 1990 (selon la loi du 10 juillet 1989 d’orientation sur l’éducation, ou « Loi Jospin »), succédant notamment aux écoles normales primaires : ils remplacent et regroupent les écoles normales d’instituteurs (devenus professeurs des écoles), les centres pédagogiques régionaux (CPR) des professeurs du secondaire, et les écoles normales nationales d'apprentissage (ENNA) de l'enseignement technique et professionnel, en les adjoignant aux universités. Ceci s'effectue dans le cadre du rapprochement entre tous les corps d'enseignants et notamment ceux des enseignants du premier et du second degrés. 
Les IUFM doivent préparer les étudiants aux concours de recrutement de tous les enseignants à partir d'un niveau Bac + 3 (licence), assurer la formation initiale professionnelle des professeurs stagiaires, après leur réussite au concours, ainsi que la formation continue des instituteurs (devenus professeurs des écoles), des professeurs des lycées et collèges , des conseillers principaux d'éducation et des professeurs de l'enseignement technique et des lycées professionnels déjà en poste. 
En 2005, ils sont complètement intégrés aux universités par la loi du 23 avril 2005 d’orientation et de programme pour l'avenir de l’école ou « Loi Fillon ». Ainsi, selon Sylvie Coppé, présidente de la CORFEM (des IREM : recherches sur la formation des enseignants de mathématiques), « intégrés aux universités depuis janvier 2007 pour les premiers [...] les IUFM ont perdu leur statut indépendant ».  

### 2010: «mastérisation»
À partir de la rentrée 2010-2011 et la réforme dite de la « mastérisation » — ayant l’objectif d’avoir des enseignants théoriquement mieux formés en élevant le niveau de recrutement des professeurs — les concours de recrutement d'enseignants sont désormais accessibles seulement avec un master (bac+5) au lieu d’une licence (bac+3) auparavant. « Avec cette réforme, la France rejoint le nombre croissant de pays membres de l’OCDE qui imposent un niveau de diplôme équivalent au master pour exercer dans l’enseignement secondaire (Allemagne, Espagne, Suisse, Suède) et celui, plus restreint, des pays qui, comme la Finlande, l’exigent également pour enseigner dans le premier degré ». C'est d'ailleurs un argument mis en avant par le ministre de l’Éducation nationale, Luc Chatel, pour défendre la réforme : « concernant la réforme de la formation des enseignants, ou “masterisation”, critiquée dans de nombreux rapports institutionnels, le ministre dit : “je crois que nous sommes sur la bonne voie”. À la question de savoir s'il fallait revenir en profondeur sur cette réforme, M. Chatel a répondu “non, car en confiant aux universités de former les enseignants au niveau bac+5, la France s'est mise au standard international” ».
La France suit d'ailleurs en cela les recommandations d'harmonisation de l'Union européenne pour l'uniformisation des diplômes universitaires avec le « système LMD » (Licence, Master, Doctorat), système « permettant théoriquement à un enseignant d'un pays d'enseigner dans un autre pays de l'Union en visant un mode de recrutement homogène. En revanche, la France est un des rares pays à recruter par concours, ce qui rend la « masterisation » plus complexe puisqu’il faut prendre en compte ceux-ci : leur place et leur contenu ». 
Le recrutement par concours est en effet lié depuis au moins l'après guerre au statut de la fonction publique d'État, mais aussi de la fonction publique territoriale (quoiqu'avec plus d'exceptions et un rapport concours externe / concours interne différent). De fait, durant la quinzaine d'années qui suivra cette mastérisation, le concours de recrutement des enseignants changera plusieurs fois de contenu et de place : en fin de cinquième ou de quatrième ou après la troisième année d'études supérieures (comme précédemment pour l'IUFM) et/ou faisant suite à un dispositif de pré-recrutement ; ces changements successifs sont le marqueur de la difficulté à appliquer au contexte français le « système LMD » pour le recrutement des enseignants, notamment lorsque la formation au métier d'enseignant est découplée du recrutement,.      
Les candidats ont donc désormais suivi un master d’enseignement (comportant des stages en établissements) mais n’ont plus réellement de formation après le concours. 
Cette mesure a pour effet une diminution des emplois publics, et donc a aussi comme objectif, entre autres, de faire des économies, objectif assumé par les ministres de l'époque à l’Éducation nationale (Xavier Darcos puis Luc Chatel) et la ministre de l'Enseignement supérieur et de la Recherche (Valérie Pécresse), dans le cadre de la réforme de la mastérisation ainsi que dans le contexte de la politique dite du « non-remplacement d'un fonctionnaire sur deux partant à la retraite », soit « une réduction drastique des moyens pour l'enseignement et du nombre de fonctionnaires ». 

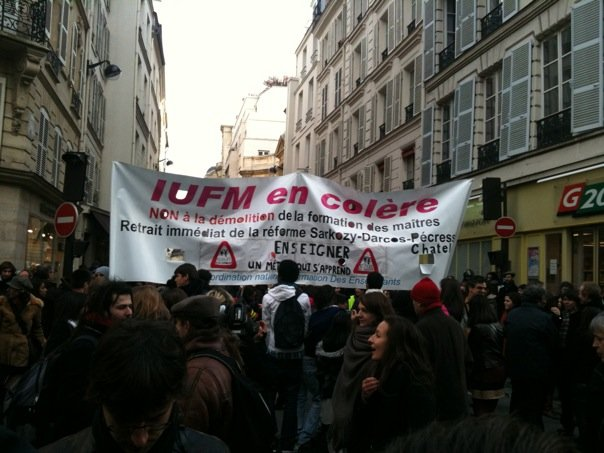
Manifestation parisienne du 18 février 2010 contre la réforme de mastérisation.

Ainsi, selon le journal Le Monde, « le ministre de l'Éducation nationale, Luc Chatel, “juge possible” de continuer à réduire le nombre de poste dans l'éducation après 2012 [...]. “Je pense que si l'on fait des réformes d'organisation et de structures du système éducatif, oui, il sera possible de réduire encore le nombre de postes en ne remplaçant pas un certain nombre de départs en retraite”, déclare M. Chatel. “Ma conviction, c'est qu'il faudra continuer à baisser la part des dépenses publiques. Ce sera au candidat soutenu par l'UMP à la présidentielle de choisir la méthode”, a-t-il précisé à ce sujet. Le projet de budget 2012 prévoit 14 000 nouvelles suppressions de postes dans l'éducation, ce qui ferait près de 80 000 suppressions de 2007 à 2012. [...] “et plus de 100 000 postes depuis 2003” [selon Vincent Peillon] ». 
La mise en œuvre de cette réforme a de fait connu des dysfonctionnements,, : 
- enseignants stagiaires mal formés et découragés (formation minimum dispensée en surcroît pendant le temps de préparation de classe de son poste occupé à temps plein — quand elle existe, ce qui n'est pas toujours le cas) ;
- jeunes recrutés en responsabilité plénière d'une classe et placés seuls assez brusquement devant les élèves, sans formation professionnelle progressive : « un rapport officiel, diffusé en janvier [2011], reconnaissait les “difficultés” rencontrées dès octobre par les profs débutants, parachutés devant des classes sans formation [d'où] stress, fatigue pouvant aller jusqu'à l'arrêt-maladie, voire à la démission »[9]. Autre exemple, le tutorat lointain des jeunes professeurs de collège : « dans le secondaire, ils ont davantage souffert que dans le primaire où ils ont été en duo avec un autre enseignant jusqu'à la Toussaint. [Les professeurs de collège et de lycée, eux,] devaient [théoriquement] être aidés par des “tuteurs” expérimentés. Mais beaucoup se sont retrouvés avec des tuteurs d'une autre discipline ou dans un établissement à des dizaines de kilomètres. Il leur a fallu rencontrer, paniqués, des parents, remplir des bulletins sans savoir comment faire, et en plus de leurs cours [à assurer], suivre, fatigués, des journées de formation »[9] ;
- réduction du nombre de candidats allant de pair avec une baisse accélérée des vocations et de l’attractivité  du  métier  d’enseignant, ainsi qu'avec une image du métier de plus en plus dégradée[5],[9] ;
- situation problématique des étudiants ayant obtenu leur master mais pas leur concours. Par exemple, « en deuxième année de master, dès septembre et octobre, les étudiants se retrouvent à devoir passer les premières épreuves des concours. S'ils sont recalés, dans certains masters — ils sont différents selon les universités —, ils doivent continuer à suivre des cours qui les préparent à la seconde partie du concours… qu'ils ne passeront pas, n'étant pas admissibles. Simultanément, tous doivent préparer un mémoire de master, ce qui est lourd pour les admissibles [qui préparent eux, la suite du concours] »[9].

Selon Véronique Soulé pour le journal Libération : « tout le monde, ou presque, en était déjà convaincu : la réforme de la formation des enseignants, appelée “mastérisation” [...], a été bâclée, précipitée, en un mot ratée. C'est désormais reconnu officiellement. Présentant ses vœux [de Nouvel An 2011] mercredi, Nicolas Sarkozy a estimé qu'il fallait remettre en chantier “des éléments de la formation”. Mais les syndicats veulent plus : une renégociation de la réforme, dont l'intérêt majeur pour le gouvernement était qu'elle permettait d'économiser 16 000 postes - grâce à la suppression de l'année, payée, de formation en alternance juste après la réussite au concours ». 
La Cour des comptes souligne et critique tous ces dysfonctionnement dans son Rapport public annuel 2012.

### 2013: ESPÉ
Lors de l’élection présidentielle de 2012, François Hollande s’engage pour la réforme de la formation des enseignants, et en fait l'un des axes de la politique éducative de son quinquennat. Simultanément, le Conseil d'État, dans un arrêt du 1er juin 2012, annule d'ailleurs la réforme de la mastérisation pour vices de procédure,. Les écoles supérieures du professorat et de l'éducation — acronymé en ESPE, ou préférentiellement « ÉSPÉ » (comme si c'était un sigle et non un acronyme) ou « ESPÉ » car prononcé le plus souvent : \ɛs.pe\ — sont créées par la loi du 8 juillet 2013 d’orientation et de programmation pour la refondation de l’école de la République, et les concours de l’enseignement sont accessibles avec une inscription en première année de master.
Les écoles ont été constituées avec plusieurs documents de référence : le référentiel des compétences professionnelles des métiers du professorat et de l’éducation et les modalités d’accréditation des écoles supérieures du professorat et de l’éducation.
En 2014, une mission d’information parlementaire établit que les nouvelles écoles répondent aux missions de formation des enseignants. Des ajustements restent nécessaires pour rendre les parcours à la fois plus professionnels et plus orientés vers la recherche. La question de la gouvernance se révèle compliquée dans certains établissements,. En 2018, la Cour des comptes recommande de (re)placer les épreuves d’admissibilité en fin de licence, afin d’améliorer la professionnalisation de la formation.
Cependant, plusieurs critiques ont pu être formulés par les professeurs-stagiaires à l'égard de ces écoles, critiques qui ont vu le jour dès la création des IUFM en 1990 : le reproche de l'infantilisation des stagiaires est, peut-être, le plus récurrent et trouve un certain écho dans certaines académies, mais, en trente ans les formations de l'ESPÉ, puis de l'INSPÉ ont su évoluer.

### 2019: INSPÉ
Selon la loi du 26 juillet 2019 pour une école de la confiance, les ESPÉ sont renommées « instituts nationaux supérieurs du professorat et de l’éducation » (acronymé en « INSPÉ »).

## Organisation
Les instituts nationaux supérieurs du professorat et de l'éducation sont constitués au sein d’un établissement public à caractère scientifique, culturel et professionnel. Ces instituts sont créés sur proposition du conseil d’administration de l’établissement public et accréditées par un arrêté conjoint des ministres chargés de l’enseignement supérieur et de l'éducation nationale, après avis du Conseil national de l’enseignement supérieur et de la recherche,.
Les instituts nationaux supérieurs du professorat et de l'éducation exercent les missions suivantes :
- ils organisent et, avec les composantes, établissements et autres partenaires, assurent les actions de formation initiale des étudiants se destinant aux métiers du professorat et de l’éducation et des personnels enseignants et d’éducation stagiaires, dans le cadre des orientations définies par l’État. Ces actions comportent des enseignements communs permettant l’acquisition d’une culture professionnelle partagée et des enseignements spécifiques en fonction des métiers, des disciplines et des niveaux d'enseignement. Elles fournissent des enseignements disciplinaires et didactiques mais aussi en pédagogie et en sciences de l’éducation. Les instituts organisent des formations de préparation aux concours de recrutement dans les métiers du professorat et de l’éducation ;
- ils organisent des actions de formation continue des personnels enseignants des premier et second degrés et des personnels d’éducation ;
- ils participent à la formation initiale et continue des personnels enseignants-chercheurs et enseignants de l’enseignement supérieur ;
- ils peuvent conduire des actions de formation aux autres métiers de la formation et de l’éducation ;
- ils participent à la recherche disciplinaire et pédagogique ;
- ils participent à des actions de coopération internationale.

Les instituts nationaux supérieurs du professorat et de l’éducation sont administrées par un conseil et dirigés par un directeur. Ils comprennent également un conseil d’orientation scientifique et pédagogique. Les membres du conseil et du conseil d’orientation scientifique et pédagogique sont désignés, à parité de femmes et d'hommes, pour un mandat de cinq ans, à l’exception des représentants des usagers. Les membres des conseils sont désignés pour un mandat de cinq ans, à l’exception des représentants des usagers dont le mandat est de durée moindre.
Le conseil de l’institut, dont l’effectif ne peut dépasser trente membres, comprend des représentants des enseignants, des autres personnels et des usagers et au moins 30 % de personnalités extérieures, dont au moins un représentant des collectivités territoriales, le recteur de l’académie désigne au moins cinq personnalités extérieures. Le président du conseil est élu parmi les personnalités extérieures désignées par l’autorité académique.
Le directeur de l’institut est nommé pour un mandat de cinq ans par arrêté conjoint des ministres chargés de l’enseignement supérieur et de l’éducation nationale,.
Cette organisation est légèrement différente en Nouvelle-Calédonie et en Polynésie.

## Formation initiale
Les INSPÉ forment à des diplômes de master « métiers de l’enseignement, de l’éducation et de la formation » (MEEF) dans le cadre d’un cursus de deux années d’études. Après une licence, les étudiants sont admis en INSPÉ. Ils choisissent une mention du master parmi :
- enseignement du premier degré ;
- enseignement du second degré ;
- encadrement éducatif ;
- pratiques et ingénierie de la formation.

Jusqu'en 2022, les concours de recrutement des enseignants et des conseillers principaux d’éducation étaient organisés au cours du deuxième semestre de la première année du master. Néanmoins, depuis la réforme de 2022 de la « formation initiale » des enseignants et CPE (conseillers principaux d'éducation), les concours externes de recrutement ne peuvent plus être passés que par les étudiants inscrits en deuxième année de master ou déjà titulaires d'un master.
Les enseignements représentent 450 à 550 heures la première année et 250 à 300 heures la seconde.
- Les enseignements « du tronc commun » porteront notamment sur les domaines suivants : le processus d’apprentissage des élèves, la prise en compte de la diversité des publics et en particulier des élèves en situation de handicap, les méthodes de différenciation pédagogique et de soutien aux élèves en difficulté, la connaissance du socle commun et de l’approche par les compétences, le processus d’orientation des élèves, les méthodes d’évaluation des élèves, l’enseignement des valeurs de la République, la lutte contre les discriminations et la culture de l’égalité femme-homme, la conduite de classe et la prévention des violences scolaires, etc.
- Les enseignements disciplinaires et de spécialité permettront aux étudiants d’approfondir des questions spécifiques à certaines thématiques ou à certains métiers. Par exemple, les étudiants souhaitant devenir conseiller principal d’éducation devront ainsi acquérir un certain nombre de compétences propres à ce métier.

Les enseignements comprennent une initiation à la recherche, visent la maîtrise d’au moins une langue étrangère en référence au niveau B2 du cadre européen commun de référence pour les langues, et des technologies de l'information et de la communication en référence au certificat informatique et internet niveau 2 - Enseignant.
Des stages en établissements sont organisés dès la licence. En première  année du master MEEF, les stages d’observation et de pratique accompagnée en milieu scolaire ont une durée de quatre à six semaines. En deuxième année, les lauréats des concours ayant validé les deux premiers semestres du cursus de master bénéficient d’une formation intégrée en alternance, laquelle se déroule pour une part en situation professionnelle dans une école ou un établissement scolaire, et pour une autre part dans un établissement d’enseignement supérieur. 
Dans ce cadre, chaque étudiant rédige un mémoire professionnel comprenant des éléments théoriques (de pédagogie, de didactique et de psychologie cognitive), et des aspects concrets liés à la pratique des métiers de l'enseignement et de l'éducation. 
Des stages en entreprises sont proposés aux étudiants se destinant notamment à l’enseignement technique et professionnel. Les étudiants qui ne sont pas lauréats des concours ont une ou des périodes de stage d’une durée de huit à douze semaines,.

## Liste des écoles
| Académie                 | Université ou COMUE | Date de création   |
| ------------------------ | ------------------- | ------------------ |
| Aix-Marseille            | Aix-Marseille       | 1er septembre 2013 |
| Amiens                   | Amiens              | 1er septembre 2013 |
| Guadeloupe et Martinique | Antilles            | 1er septembre 2013 |
| Besançon                 | Besançon            | 1er septembre 2013 |
| Bordeaux                 | Bordeaux            | 1er septembre 2013 |
| Caen                     | Caen                | 1er septembre 2013 |
| Versailles               | Cergy-Pontoise      | 1er septembre 2013 |
| Clermont-Ferrand         | Clermont-Ferrand    | 1er septembre 2013 |
| Corse                    | Corse               | 1er septembre 2013 |
| Dijon                    | Dijon               | 1er septembre 2013 |
| Grenoble                 | Grenoble            | 1er septembre 2013 |
| Guyane                   | Guyane              | 1er septembre 2013 |
| Lille                    | Lille               | 1er septembre 2013 |
| Limoges                  | Limoges             | 1er septembre 2013 |
| Nancy-Metz               | Lorraine            | 1er septembre 2013 |
| Lyon                     | Lyon-I              | 1er septembre 2013 |
| Montpellier              | Montpellier         | 1er septembre 2013 |
| Nantes                   | Nantes              | 1er septembre 2013 |
| Nice                     | Nice                | 1er septembre 2013 |
| Orléans-Tours            | Orléans             | 1er septembre 2013 |
| Poitiers                 | Poitiers            | 1er septembre 2013 |
| Reims                    | Reims               | 1er septembre 2013 |
| Rennes                   | Brest               | 1er septembre 2013 |
| Rouen                    | Rouen               | 1er septembre 2013 |
| Paris                    | Sorbonne Université | 1er septembre 2013 |
| Créteil                  | Paris-XII           | 1er septembre 2013 |
| La Réunion et Mayotte    | La Réunion          | 1er septembre 2013 |
| Strasbourg               | Strasbourg          | 1er septembre 2013 |
| Toulouse                 | Toulouse-II         | 1er septembre 2013 |
| n/a                      | Nouvelle-Calédonie  | 1er février 2015   |
| n/a                      | Polynésie française | 1er septembre 2014 |